# Federico Cordin
Federico Cordin (Pinerolo, 28 novembre 1996) è un ex hockeista su ghiaccio italiano.

## Biografia
Cordin ha disputato 123 incontri di Serie A (tutte con la maglia del Valpellice) e 48 in Alps Hockey League (con Egna e Hockey Milano Rossoblu).
In seconda serie ha vestito invece le maglie di Varese, Como, Ora e ValpEagle (con cui ha giocato anche in terza serie).
Dalla stagione 2024-25 abbandona il ghiaccio per disputare il campionato di Serie A di hockey inline con la maglia degli Old Style Torre Pellice.

## Palmarès
- Coppa Italia: 1

Valpellice: 2015-2016